# Lunarc
Lunarc är ett kompetenscentrum för vetenskapliga och tekniska beräkningar vid Lunds universitet, vilket erbjuder beräknings- och lagringskapacitet samt användarstöd för forskare i hela landet via SNIC. Lunarc har också särskilda utvecklings- och samarbetsprojekt i anslutning till universitetet, bland annat tillsammans med Lund University Bioimaging Center (LBIC) och Max IV.

## Historia
Lunarc tog sin början som ett samarbete mellan IBM och Lunds universitet för att tillgodose beräkningsbehoven vid tre avdelningar: Teoretisk kemi, Fysikalisk kemi 2 och Byggnadsmekanik med Björn Roos, Bo Jönsson respektive Göran Sandberg som drivande bakom tillblivelsen och Lunarcs fortsatta utveckling. Den 20 november 1986 invigdes det första systemet, en IBM 3090-150 VF, som fick namnet Helios. Det var IBMs hittills största "study contract" i Europa. 1988 köptes systemet av Lunds universitet med ett ansenligt bidrag från SE-Banken och uppgraderades till IBM 3090-170 VF.
Ursprungligen kunde Lunarc utläsas som Lund University NIC Application Research Center, där NIC i sin tur står för Numeric Intensive Computation, men detta övergavs och när Lunarc den 26 november 1996 omvandlades till en centrumbildning för hela universitet, var beteckningen inte längre en förkortning, utan bara ett namn.
2002 grundades Swedish National Infrastructure for Computing, underställt Vetenskapsrådet, som ett metacentrum för samordning av resurser för högprestandaberäkningar och samarbete mellan beräkningscentrum vid sex svenska universitet, däribland Lunarc, med start 2003. SNIC gjordes år 2012 om till en fristående nationell infrastruktur med dessa sex centrum som bas och Uppsala universitet som värd för organisationen, dock fortfarande med Vetenskapsrådet som huvudfinansiär. 
Som en del av SNIC har Lunarc vuxit både vad gäller personal och uppdrag, men även rollen som ett centrum inom Lunds universitet har ökat och den 2 juni 2016 övergick Lunarc från att vara en centrumbildning kopplad till Naturvetenskapliga fakulteten till att bli en egen avdelning vid Institutionen för byggvetenskaper, Lunds tekniska högskola (LTH), som också  är en fakultet vid Lunds universitet.

### Fotnoter
1. 1 2   IBM 3090 VF - Numerically Intensive Computing: Lund University - IBM Sweden, Joint Research Project 1986-1988, Computational Chemistry and Structural Mechanics
2. ↑   Lunarc, Centre for Scientific and Technical Computing: Progress report 98/99
3. ↑   Lunarc, Centre for Scientific and Technical Computing: Progress report 2002 / 2003
4. ↑   SNIC: Progress Report 2003-2005
5. ↑   Lunarc, Centre for Scientific and Technical Computing: Progress report - LUNARC 2016